# Bidrag till svenska kyrkans och riksdagarnes historia ur Presteståndets archiv
Bidrag till svenska kyrkans och riksdagarnes historia ur presteståndets archiv utgavs 1835 på Ecksteinska boktryckeriet i Stockholm. Består av tre delar, den första av Abraham Ahlqvist behandlar perioden 1523–1649, den andra delen av Sven Peter Bexell behandlar perioden 1650–1751, slutligen den tredje delen av Anders Lignell behandlar "Hemliga handlingar", "Ecclesiastika handlingar", "Diverse handlingar", samt "Inventarium öfver Högv. Presteståndets Arkiv".